# Befestigter Raum Nr. 22 Karelien

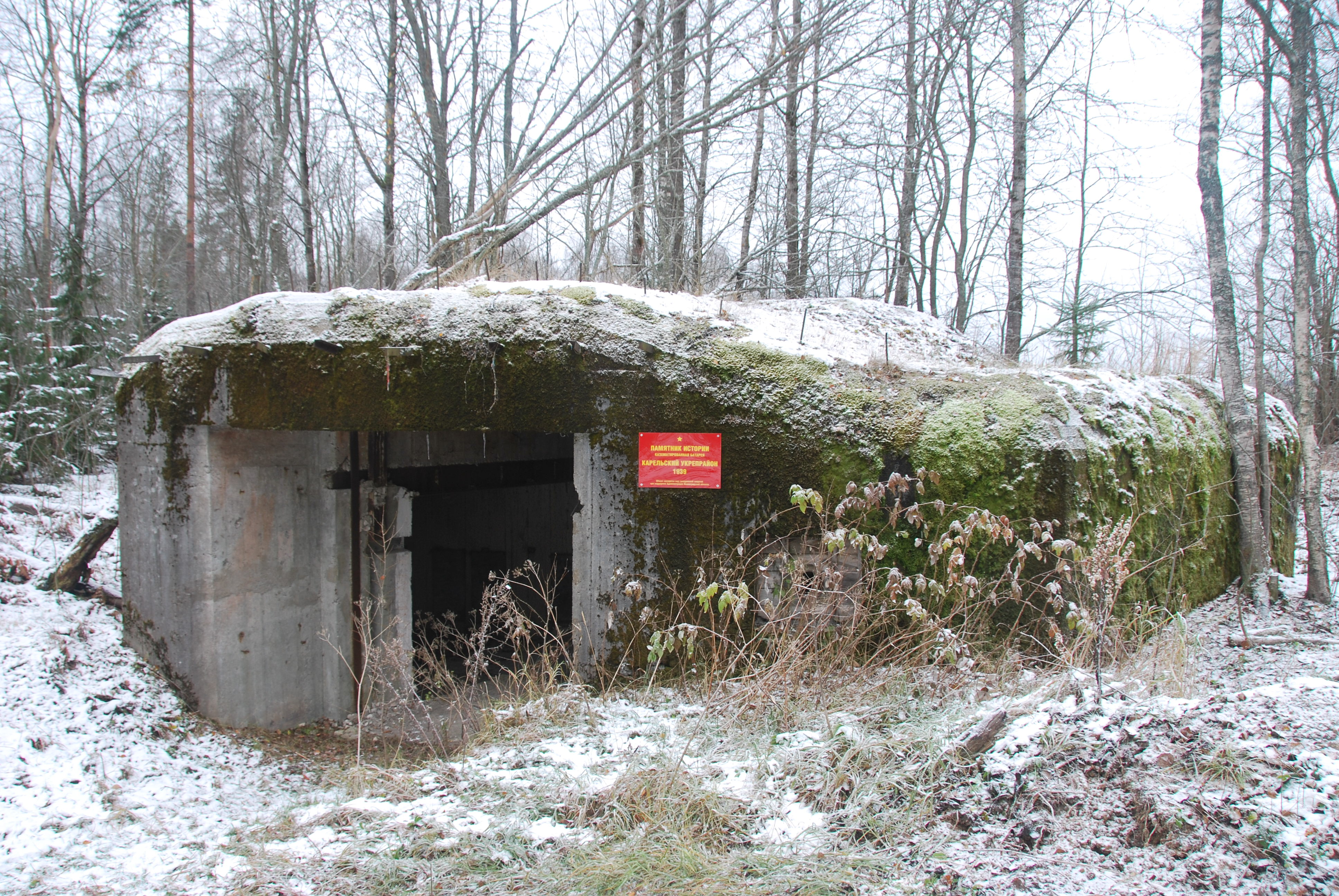
Bunker in Kalelovo

Der Befestigte Raum Nr. 22 Karelien (KaUR; russisch: Карельский укрепленный район; Карельский укрепрайон; КаУР) war ein 60 km breiter befestigter Bezirk der Sowjetunion im Norden von Leningrad (jetzt Sankt Petersburg). 1941–1944 und 1950–1965 im sowjetischen Teil der karelischen Landenge neben anderen befestigten Gebieten (einschließlich der Stalin-Linie), die um diese Zeit errichtet wurden, um die westlichen Grenzen der Sowjetunion zu verteidigen. Der Befestigte Raum Nr. 22 (KaUR) überspannt die alte finno-russische Grenze von Valkeasaari am Nordufer des Finnischen Meerbusens über Lempaala bis zur Bucht Nizhniye Nikulyasy am Westufer des Ladogasees.